# Canal du Bouès
Le canal du Bouès est un canal d'irrigation de France situé dans le département des Hautes-Pyrénées, sur le plateau de Lannemezan. Alimenté par le débit résiduel du canal de la Neste, il se termine à la source du Bouès. La Neste étant un affluent de la Garonne et le Bouès un affluent de l'Adour via l'Arros, une partie des eaux de la Neste change ainsi de bassin versant via le canal du Bouès.

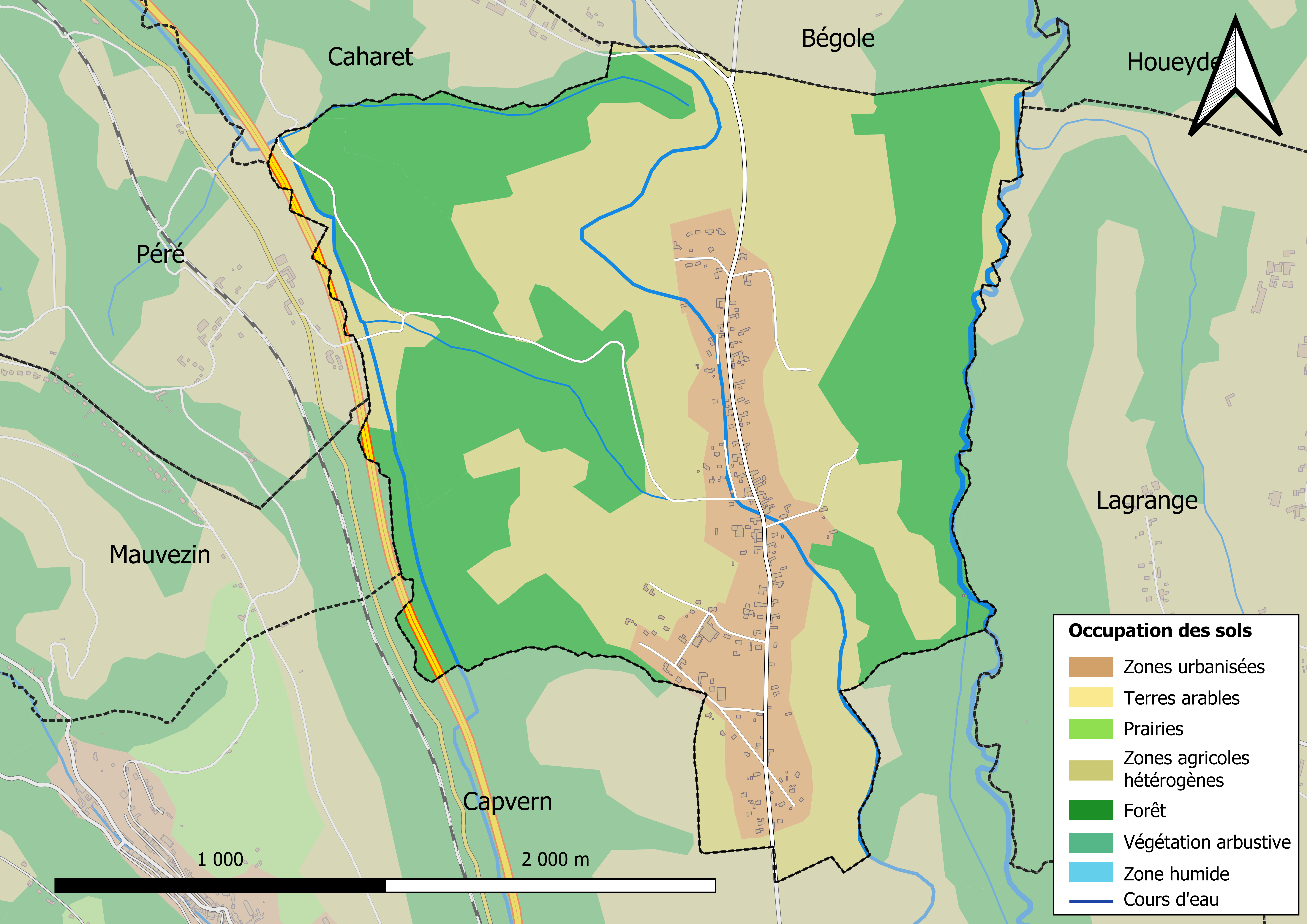
Carte de Lutilhous avec le canal du Bouès traversant la commune.